# Abadja

Comunidad Igbo en Nigeria

El pueblo abadja, también llamado abaja, habita la zona sur, sureste de Nigeria, particularmente en el Estado de Adamawa. Pertenece a la etnia igbo y habla el dialecto abadja o abadza.
Los abadja practican una agricultura de subsistencia y explotan el aceite de palma. Complementan la actividad económica tradicional con la pesca.
Utilizan rituales fúnebres diferentes según sexo. Cuando un hombre muere su cuerpo es pintado con un pigmento rojo obtenido de la madera y se lo exhibe a los otros hombres, sentado en una silla de arcilla o en la cama. Luego es enterrado en su casa. La mujer nunca es exhibida. Suele enterrarse en casa de sus padres y si estos están muy lejos en las de la familia del marido si está casada.